# Драган Ковачевић (партизан)
Драган Ковачевић (Нудо, код Никшића, 1928 — Врбница, код Фоче, 13. јун 1943), учесник Народноослободилачке борбе.

## Биографија
Рођен је 1928. године у селу Нудолу, близу Грахова, код Никшића. Потиче из револуционарне породице Николе и Љубице Ковачевић. 
Читава његова породица припадала је у предратном периоду револуционарном радничком покрету, а 1941. године после окупације Југославије су се укључили у Народноослободилачки покрет (НОП). Иако је имао свега 13 година заједно са осталим члановима породице ступио је у партизане. 
Током читавог рата био је уз свог стрица — легендарног партизанског команданта и народног хероја Саву Ковачевића. Пратећи ратни пут свог стрица, борио се у Никшићком партизанском одреду, Петој пролетерској црногорској ударној бригади и на крају у Трећој ударној дивизији. Био је члан Савеза комунистичке омладине Југославије (СКОЈ). 
Био је један од курира Саве Ковачевића, а после његовог постављања за команданта Треће ударне дивизије, јуна 1943. године налазио се у Штабу дивизије. Током битке на Сутјесци, ова дивизија је имала веома тежак задатак — да штити Централну болницу и изврши пробој из окружења. Дана 13. јуна, после неуспелог покушаја пробоја, дивизија се налазила у веома тешком положају. Сава је тада одлучио да се новим јуришем изврши пробој — с Пратећом четом и групом курира избио је у први стрељачки строј, заповедио јуриш, и пуцајући из пушкомитраљеза, пошао напред. У жестоком сукобу са знатно бројнијим непријатељем Сава је погинуо, а заједно са њим страдао је и његов братић Драган. 
После рата, Драган је сахрањен у заједничкој гробници бораца палих током битке на Сутјесци у Долини хероја на Тјентишту. Његова биста налази се заједно са још седам бисти бораца-пионира у Меморијалном комплексу „Бошко Буха“ у селу Јабука, код Пријепоља. Од 1970. године једна основна школа у Београду — намењена слабовидој деци, носи његово име. У дворишту основне школе „Радоје Домановић“, у блоку 28 на Новом Београду налази се његова спомен-биста.

## Породица Ковачевић
Породицу Благоја Ковачевића из села Нудола, код Грахова су у Никшићу и околини знали под надимком „Мизаре“. Његова тројица синова — Никола, Јанко и Сава припадали су револуционарном радничком покрету и били чланови Комунистичке партије Југославије (КПЈ). У току Другог светског рата читава породица је учествовала у Народноослободилачкој борби.
- Благоје Ковачевић (1870—1943). Учесник НОБ од 1941. године. Налазио се у Штабу Треће ударне дивизије, када је 12. јуна 1943. године приликом покушаја пробоја обруча на Сутјесци, код Драгош седла погинуо. Деда Драгана Ковачевића.

- Никола Ковачевић (1890 — 1964). Члан КПЈ од 1920. године. Био је члан ЦК КПЈ, од 1928. се налазио у СССР-у, а од 1934. године у САД. Током Другог светског рата се налазио у САД и Канади, где је међу југословенским исељеницима вршио пропаганду за НОП. После ослобођења вршио је разне друштвено-политичке дужности у НР Црној Гори и ФНРЈ. Отац Драгана Ковачевића.

- Јанко Ковачевић (1900—1943). Радник, предратни члан КПЈ и учесник НОБ од 1941. године. Налазио се на дужности командира вода у бојној комори Пете пролетерске црногорске бригаде. Погинуо је 13. јуна 1943. године приликом покушаја пробоја обруча на Сутјесци, изнад Тјентишта. Стриц Драгана Ковачевића.

- Сава Ковачевић (1905—1943). Радник, предратни члан КПЈ и учесник НОБ од 1941. године. Један од организатора устанка у Црној Гори, а у току рата налазио се на дужностима — команданта Никшићког партизанског одреда, Пете пролетерске црногорске бригаде и Треће ударне дивизије, као и члана Главног штаба НОП одреда Црне Горе и Врховног штаба НОВ и ПОЈ. Погинуо је 13. јуна 1943. године приликом покушаја пробоја обруча на Сутјесци, изнад Тјентишта. Народни херој. Стриц Драгана Ковачевића.

- Љубица Шпадијер-Ковачевић, предратни члан КПЈ и учесник НОБ од 1941. године. Током рата налазила се у Интендантури Пете пролетерске црногорске бригаде. Мајка Драгана Ковачевића.

- Митар Ковачевић (1916—1979). Члан КПЈ и учесник НОБ од 1941. године. Током рата се налазио на разним дужностима у Петој пролетерској црногорској бригади и Петој крајишкој дивизији. За време битке на Сутјесци био је рањен у борбама на Вучеву. Пред крај рата прешао је на рад у ОЗНУ. Одликован је Орденом народног хероја. Брат Драгана Ковачевића.